# Tomáš Křivda (manažer)
Tomáš Křivda (* 27. června 1984) je český odborník na sportovní marketing, od roku 2023 působí jako generální ředitel fotbalového klubu AC Sparta Praha.

## Vzdělání
Tomáš Křivda absolvoval Univerzitu Karlovu, kde se specializoval na sportovní management. Během studií absolvoval stáž ve španělském fotbalovém klubu Real Madrid.[zdroj?] Ve své diplomové práci se zabýval marketingovým a komerčním využitím elektronických médií ve sportu na příkladu AC Sparta Praha. Během působení v AC Sparta Praha získal certifikát UEFA CFM na Univerzitě v Lausanne.[zdroj?]

## Profesní kariéra
Křivdovo pracovní působení je spojeno zejména s AC Sparta Praha. Do klubu nastoupil v červenci 2006 jako projektový a marketingový manažer. Na této pozici setrval do srpna 2013. Následně byl povýšen na pozici ředitele marketingu, kterou zastával od září 2013 do října 2017. Po krátkém působení mimo klub ve společnosti TicketMaster se v listopadu 2020 vrátil do Sparty jako Chief executive officer a člen představenstva. Během července 2023 byl jmenován generálním ředitelem a výkonným místopředsedou představenstva AC Sparta Praha.
Mezi roky 2013 a 2017 zastával Křivda post předsedy Marketingové komise Ligové fotbalové asociace (LFA). K roku 2024 je členem Komise pro stadiony a hrací plochy Fotbalová asociace České republiky (FAČR).

## Neziskové aktivity
Křivda stál při zakládání Nadačního fondu AC Sparta Praha, jenž je určen pro podporu někdejších hráčům klubu, kteří se ocitli v tíživé situaci. Od jeho založení v březnu 2013 se stal členem správní rady fondu. V průběhu března 2019 se přesunul na post předsedy dozorčí rady fondu.
Křivda je spoluzakladatelem iniciativy 6 hodin,[zdroj?] která reaguje na klesající pohybovou aktivitu dětí a rostoucí míru dětské obezity. Za svůj cíl si projekt vytkl podporu rodičů v zajištění dostatečného pohybu pro jejich děti.